# Pyrohiwci (obwód chmielnicki)
Pyrohiwci (ukr. Пирогівці) – wieś na Ukrainie, w obwodzie chmielnickim, w rejonie chmielnickim, w hromadzie Chmielnicki. W 2001 liczyła 1434 mieszkańców, spośród których 1394 wskazało jako ojczysty język ukraiński, 30 rosyjski, 1 mołdawski, 1 białoruski, 7 ormiański, a 1 inny.